# 褚令璩
褚 令璩（ちょ れいきょ）は、南朝斉の東昏侯蕭宝巻の皇后。本貫は河南郡陽翟県。

## 経歴
褚澄（褚湛之の子）と廬江公主（南朝宋の文帝の娘）のあいだの娘として生まれた。建武2年（495年）、皇太子妃として入宮した。永泰元年（498年）、蕭宝巻が即位すると、皇后に立てられた。蕭宝巻は潘妃を寵愛したため、皇后は不遇であった。黄淑儀が太子の蕭誦を生んだ。永元3年（501年）、蕭宝巻が廃位されると、皇后は庶人に落とされた。

## 伝記資料
- 『南斉書』巻20 列伝第1
- 『南史』巻11 列伝第1